# Alexandr Danilovič Menšikov
Alexandr Danilovič kníže Menšikov-Ižorskij-Kozelskij (6. listopadujul./ 16. listopadu 1673greg., Moskva? – 12. listopadujul./ 23. listopadu 1729greg., Berjozovo, Sibiř) byl ruský státník, vojevůdce a osobní přítel cara Petra Velikého a jeho manželky Kateřiny I.

## Před Severní válkou
Menšikovův původ je předmětem dohadů. Časté je tvrzení že byl synem litevského rolníka, který ho poslal do Moskvy, aby se vyučil cukrářem. Zde prodával koláče a pirožky. A tady si Menšikov též získal pozornost Leforta, blízkého carova přítele.[zdroj?] Lefort vzal Menšikova do svých služeb. Menšikov i bez valného vzdělání a kulturního rozhledu po chvíli zaujal i samotného cara Petra, který z něho učinil svého osobního služebníka a zařadil jej do svých pluků.[zdroj?] Menšikov se zúčastnil Azovských tažení a poté i velkého poselstva do západní Evropy. Tehdy byl zvolen jedním z carových osobních sloužících. Po návratu do Evropy dostal velení Preobraženského pluku a do začátku Severní války působil v carově domácnosti.

## Od počátku Severní války do smrti Petra Velikého
Na počátku války se zúčastnil tažení k Narvě, ale vlastní bitvy u Narvy se nezúčastnil, neboť odjel ještě před jejím vypuknutím. Poté působil v Ingrii, kde byl carovým pobočníkem. Účastnil se dobytí Nöteburgu, jehož velitelem se poté stal. Účastnil se dobytí Nyenskansu. Po založení Sankt-Petěrburgu se stal velitelem Petropavlovské pevnosti. Na podzim 1703 odrazil švédský útok na město.
Na jaře 1704 si během obležení Narvy vysloužil hodnost generála a další rok se zúčastnil tažení do Polska. Zde měl spory se svým velitelem, generálem Ogilvym, který následkem toho byl odvolán. 29. října 1706 vyhrál bitvu u Kališe, za což byl jmenován knížetem ižorským.
Během vpádu Švédů do Ruska se Menšikov účastnil bitvy u Golovčina. Následně v listopadu 1708 dobyl Baturin, hlavní město hejtmana Mazepy. Poté velel ruské jízdě ve vítězné bitvě u Poltavy a donutil Švédy ke kapitulaci u Perevoločné. Za tento úspěch získal maršálskou hůl.
Roku 1710 velel ruské armádě v Polsku a v dalším roce ovládl Kuronsko. Roku 1712 pronikl do Pomořanska a Holštýnska. Roku 1714 dobyl Štětín. Od roku 1715 upevňoval svoji moc. Jeho vztahy s carem však se začaly ochlazovat kvůli Menšikovovým úplatkářským aférám. Roku 1718 měl státu vrátit 700 000 rublů, ale když car v roce 1725 umíral, Menšikovovi dluh odpustil.

## Po Petrově smrti

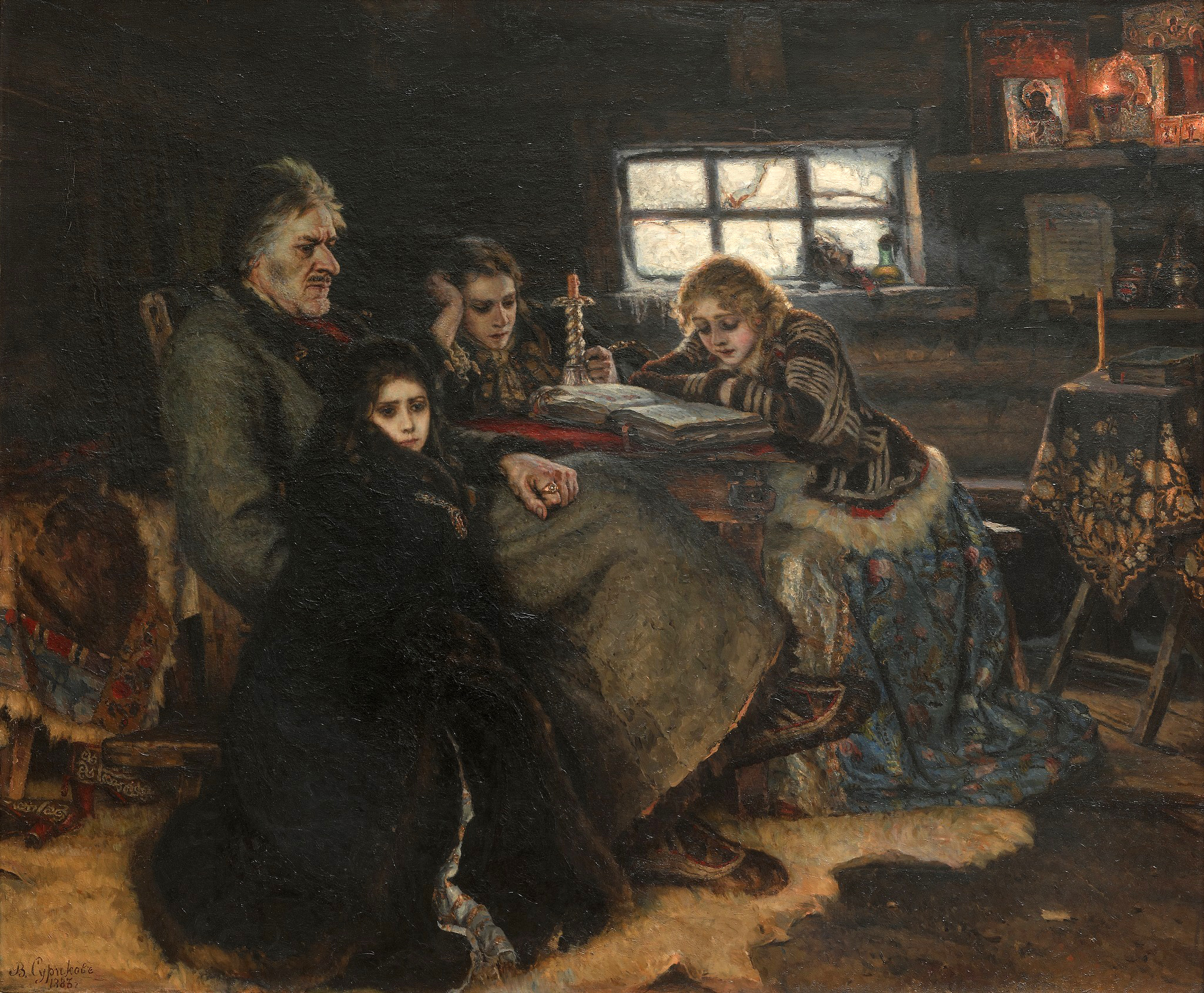
Menšikov s dětmi ve vyhnanství. Malba Vasilije I. Surikova

Po smrti Petra I. pomohl na trůn jeho vdově Kateřině I. a za odměnu byl jmenován generalissimem. Jako jediný v Rusku také nosil knížecí titul. Během krátkého panování Kateřiny I. předsedal speciálně vytvořené šestičlenné Nejvyšší tajné radě a prakticky byl vládcem země. Podařilo se mu získat také vládu v Kuronském vévodství. Po dokončení svého paláce (dnes součást objektu muzeí Ermitáže) na nábřeží Něvy se rozhodl, vystavět nové velkolepé sídlo v nedalekém Oranienbaumu, kam chtěl přeložit své knížecí sídlo.
Menšikov byl schopným vůdcem, ovšem složitá pozice omezovala jeho plány. Svou moc se snažil udržet i po smrti Kateřiny I. pomocí státního převratu. Zatímco jeho spojenec diplomat Petr Alexandrovič Tolstoj by na trůnu raději viděl Alžbětu Petrovnu, kníže se rozhodl pro malého careviče Petra II. a sebe učinil jeho poručníkem v nezletilosti. Dokonce měl v úmyslu oženit careviče se svou dcerou Marií.
Mezitím se však proti němu spojili zástupci staré ruské šlechty reprezentované rodem Golicynů a Dolgorukých a po nástupu Petra II. na trůn jej v září roku 1727 zbavili moci i všech titulů a poslali i s rodinou do vyhnanství na Sibiř. Jeho manželka Darja Michajlovna zemřela cestou poblíž Kazaně.
Další rok zde žil se svými dětmi ve vesnici Berjozovo a v listopadu roku 1729 zemřel. Jeho synovi se později podařilo získal zpět část otcova majetku.

## Vyznamenání
- Řád Svatého Ondřeje prvozvaného
- Řád sv. Alexandra Něvského
- Řád bílého orla
- Řád černé orlice
- Řád slona